# Palazzo delle arti Beltrani
Il Palazzo delle Arti Beltrani (o Palazzo Beltrani) è un palazzo storico che si trova nel borgo antico della città di Trani, al confine con il suo borgo ottocentesco. Attualmente è definito un "museo a carattere polifunzionale", che ospita opere di artisti locali e meridionali, nonché mostre ed eventi estemporanei.

## Storia
Il palazzo è un'ex dimora di famiglie nobiliari.
L'inaugurazione al pubblico è avvenuta il 30 dicembre 2009.

## Struttura
Il piano terra e il primo piano sono il contenitore di mostre internazionali ed eventi.
Il secondo piano ospita la Pinacoteca Ivo Scaringi.
Il palazzo è anche sede una biblioteca consultabile di volumi specializzati in storia dell'arte.

## Pinacoteca "Ivo Scaringi"
Ospitata al secondo piano di Palazzo Beltrani, l'esposizione permanente rappresenta una raccolta di quadri dell'eponimo artista della città di Trani, oltre ad opere di Antonio Piccinni, opere della collezione "Michele Ladogana", e dipinti e sculture di artisti del Sud Italia del XIX e XX secolo. Al piano terra è presente la collezione dell'artista Matteo Masiello.